# Viale Filippo Strozzi
Il viale Filippo Strozzi è un viale facente parte dei viali di Circonvallazione, una serie di viali da quattro a sei corsie che circondano il centro di Firenze sulla sponda a nord dell'Arno.
Importante nodo urbanistico della città, tale viale circonda la Fortezza da Basso e i suoi giardini su tre dei quattro lati da cui è composta. Si interseca con Viale Spartaco Lavagnini verso Piazza della Libertà. Inoltre, ad inizio dell'estate 2018,è entrata in funzione l'estensione della linea della tramvia, collegando la stazione di  Firenze Santa Maria Novella e Careggi. In occasione di tale prolungamento fino al Polo Ospedaliero di Careggi, la linea è stata rinominata T1.

## Storia

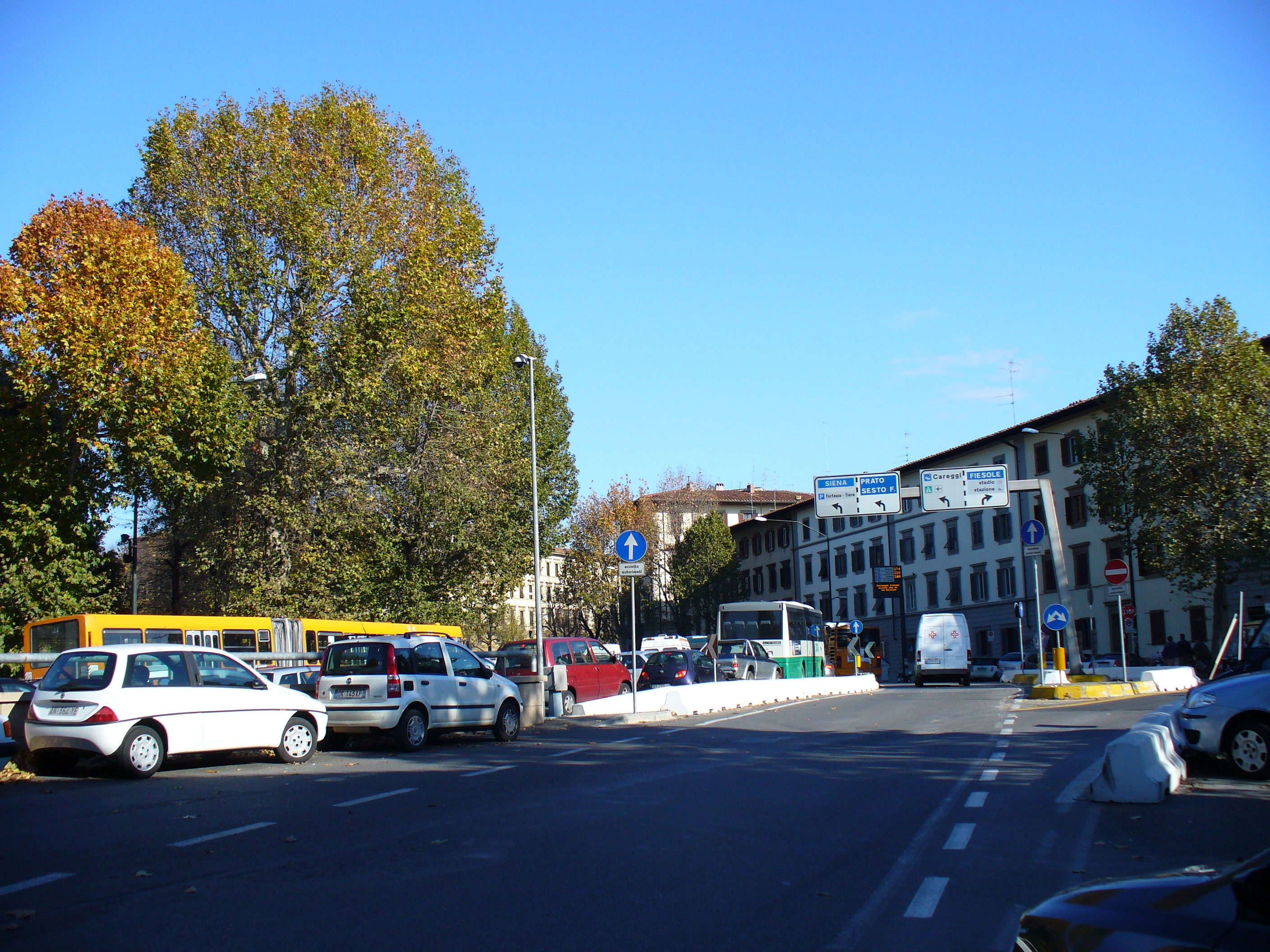
Il viale

Il viale fu intitolato a Filippo Strozzi proprio perché qui si affaccia la Fortezza dove lo Strozzi morì prigioniero. La strada venne creata nel XIX secolo da Giuseppe Poggi nell'ambito dei lavori per la realizzazione dei viali di Circonvallazione. Il Poggi, dopo aver demolito il tratto di mura urbane, creò un ampio passaggio valorizzando le mura della Fortezza e sul lato che dà verso nord sistemò il dislivello con una serie di ariosi giardini, incentrati su un laghetto. 
Con la creazione del polo fieristico della Fortezza il viale è stato sempre più interessato dal traffico pedonale proveniente dalla stazione di Santa Maria Novella e dal centro, che entrava in conflitto col traffico veicolare che, come per tutti i viali di Circonvallazione, è molto sostenuto ad ogni ora del giorno. L'attraversamento pedonale era garantito da un soprapassaggio, dotato di scale mobili, ma negli anni Novanta del XX secolo si pensò di creare un attraversamento più agevole, progettando il passaggio sotterraneo dei veicoli e uno slargo pedonale in superficie. 
Dopo lungo periodo di lavori (che vide la creazione di una famigerata "ovonda", una grande rotatoria pedonale nota per le code automobilistiche), nel 2004 venne inaugurata la piazza Bambine e Bambini di Beslan, che "scavalca" il viale.

## Altre immagini

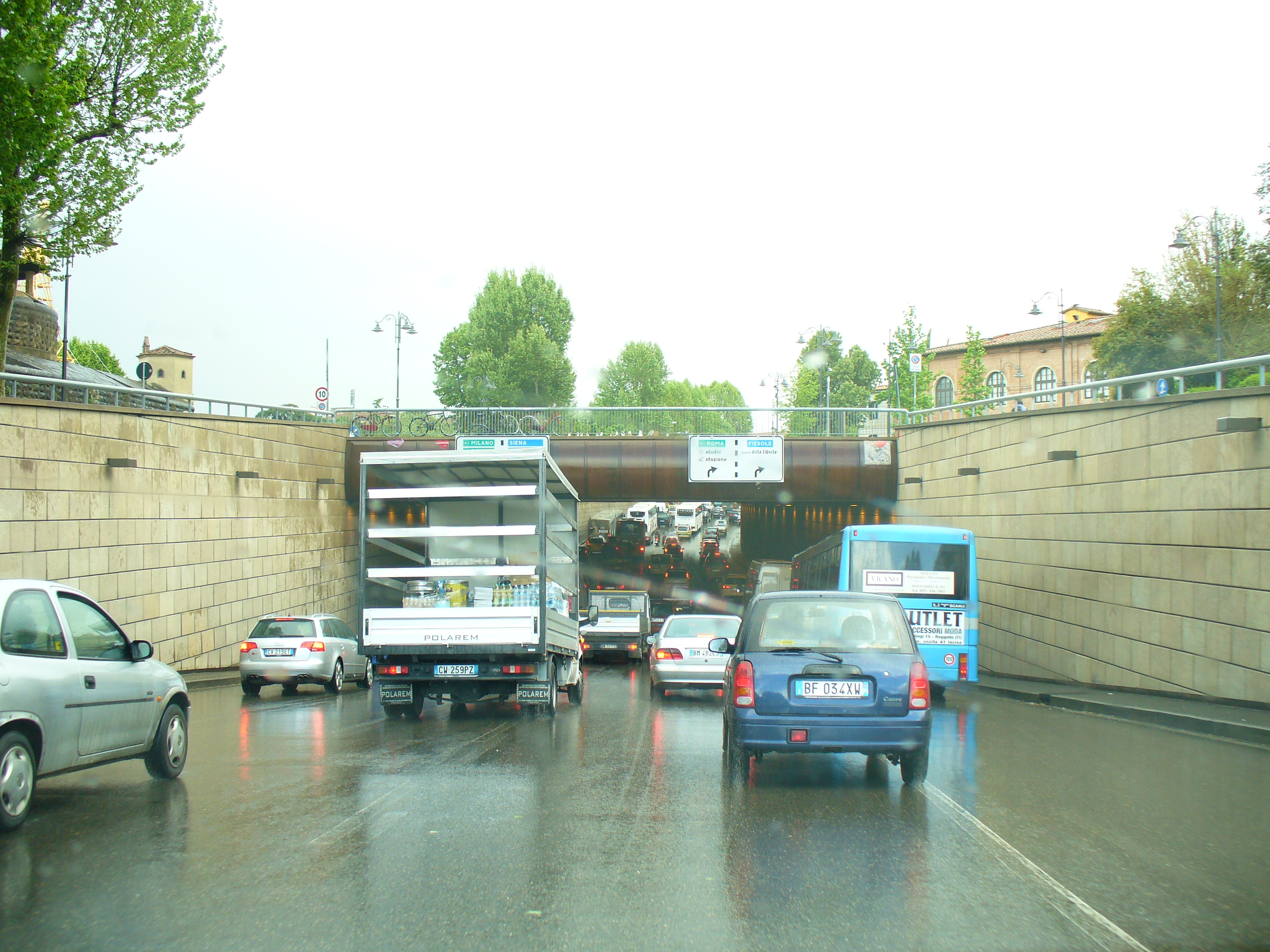
Sottopassaggio
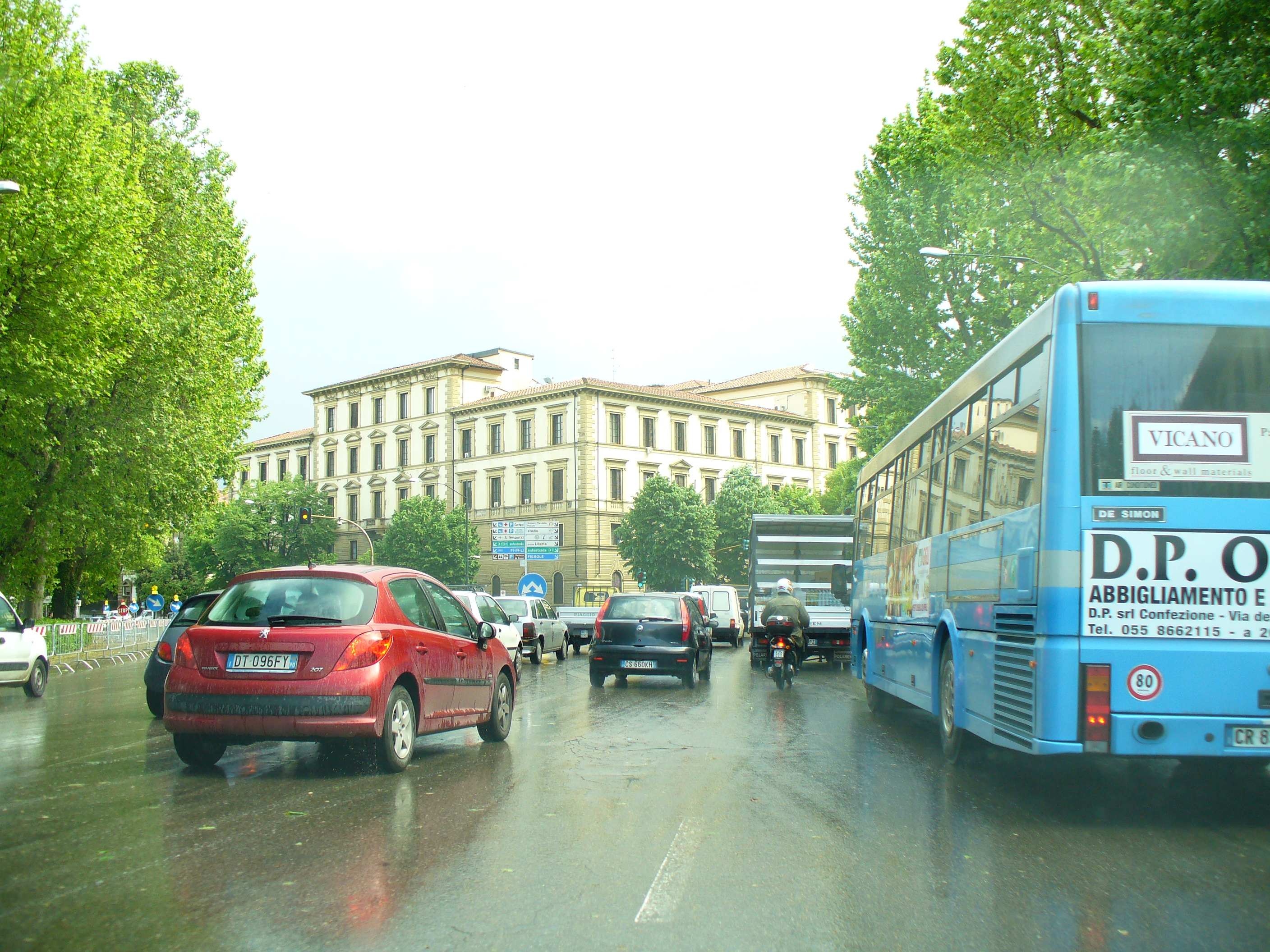
Il viale
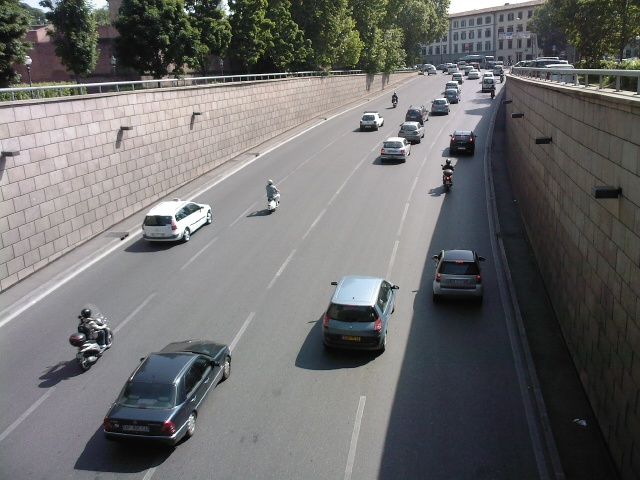
Sottopassaggio